# SM UB-5
SM UB-5 – niemiecki okręt podwodny typu UB I zbudowany w stoczni Friedrich Krupp Germaniawerft w Kilonii w latach 1914-1915. Wodowany 23 marca 1915 roku, wszedł do służby w Cesarskiej Marynarce Wojennej 25 marca 1915 roku. Pierwszym dowódcą został Wilhelm Smiths. 9 października 1915 roku okręt został przydzielony do Baltic Flottile, a 21 września 1916 roku przeniesiony do flotylli treningowej. UB-5 w czasie 24 patroli zatopił 5 statków nieprzyjaciela o łącznej pojemności 996 BRT.
Czterema ofiarami UB-5 były tradycyjne rybackie łodzie rybackie tzw. „smack”. Wszystkie zatopione w okresie pomiędzy 12 a 14 sierpnia 1915 roku.